# Francisco Pardo
Francisco Pardo Piqueras (Abengibre, Albacete, 1962) es un político español del Partido Socialista Obrero Español (PSOE), director general de la Policía desde 2018. 
Con anterioridad, fue consejero de la Presidencia de la Junta de Comunidades de Castilla-La Mancha entre 2003 y 2004, secretario de Estado de Defensa entre 2004 y 2007 y presidente de las Cortes de Castilla-La Mancha entre 2007 y 2011.

## Biografía
Licenciado en Derecho por la Universidad de Murcia y máster en Derecho Comunitario Europeo por la Universidad de Castilla-La Mancha. Miembro del Partido Socialista Obrero Español (PSOE), ha sido jefe del Gabinete del Consejero de Agricultura de la Junta de Comunidades de Castilla-La Mancha y director general de Relaciones Institucionales en la Presidencia de Castilla-La Mancha. Fue secretario de la Comisión Mixta de Transferencias Estado-Castilla-La Mancha y miembro del Comité de Regiones de la Unión Europea. 
En 1999 fue nombrado director del Gabinete del Presidente de la Junta de Comunidades de Castilla-La Mancha y, posteriormente, de la Presidencia. De julio de 2003 a 2004 fue consejero de Presidencia de la Junta de Comunidades de Castilla-La Mancha. Tras las elecciones generales de 2004 fue nombrado secretario de Estado de Defensa durante el ministerio de José Bono (2004-2006) y José Antonio Alonso (2006-2008) hasta 2007, en que dimitió para ser elegido ese mismo año diputado en las Cortes de Castilla-La Mancha y, tras la sesión constitutiva, Presidente de las Cortes de Castilla-La Mancha en sustitución de Fernando López Carrasco, hasta 2011 en que fue relevado por Vicente Tirado.
Fue vicepresidente segundo de las Cortes de Castilla-La Mancha, hasta que en marzo de 2012 abandona la política, renunciando al escaño y a la reelección como secretario provincial del PSOE de Albacete.
Desde el 30 de junio de 2018 es el director general de la Policía. Tomó posesión el 6 de julio del mismo año en un acto presidido por el ministro del Interior, Fernando Grande-Marlaska. En abril de 2020 fue ingresado en un hospital de Madrid tras dar positivo por COVID-19, uniéndose así a su número dos, el DAO José Ángel González Jiménez, quien había dado positivo el 31 de marzo.

## Cargos desempeñados
- Director del Gabinete del Presidente de Castilla-La Mancha (1999-2003).
- Consejero de Presidencia de la Junta de Comunidades de Castilla-La Mancha (2003-2004).
- Secretario de Estado de Defensa (2004-2006).
- Diputado por la provincia de Albacete en las Cortes de Castilla-La Mancha (2007-2012).[6][7]
- Presidente de las Cortes de Castilla-La Mancha (2007-2011).
- Vicepresidente segundo de las Cortes de Castilla-La Mancha (2011-2012).
- Director general de la Policía (2018-......).